# Jean-Pierre Hubert
Jean-Pierre Hubert (geboren am 25. Mai 1941 in Straßburg; gestorben am 1. Mai 2006 in Wissembourg) war ein französischer Schriftsteller. Er wurde vor allem als Autor von Science-Fiction bekannt, schrieb auch Drehbücher für Fernsehfilme, Hörspiele und Theaterstücke. Seine Science-Fiction-Romane und -Erzählungen wurden zweimal mit dem Grand Prix de l’Imaginaire und viermal mit dem Prix Rosny aîné ausgezeichnet, den bedeutendsten französischen Genrepreisen.

## Auszeichnungen
- 1982 Grand Prix de l’Imaginaire für die Erzählung Gélatine
- 1984 Grand Prix de l’Imaginaire für den Roman Le Champ du rêveur
- 1984 Prix Rosny aîné für den Roman Le Champ du rêveur
- 1985 Prix Rosny aîné für die Erzählung Pleine peau
- 1986 Prix Rosny aîné für den Roman Ombromanies
- 1988 Prix Rosny aîné für die Erzählung Roulette mousse

## Bibliografie
Romane
- Planète à trois temps (1975)
- Mort à l’étouffée (1978)
- Couples de scorpions (1980)
- Scènes de guerre civile (1982)
- Le champ du rêveur (1983)
- Les faiseurs d’orages (1984)
- Ombromanies (1985)
- Coupes sombres (1987, mit Christian Vilà, als Jean Vilubert)
- Cocktail (1988)
- Décharges (1989, mit Christian Vilà, als Jean Vilubert)
- Greffes profondes (1990, mit Christian Vilà, als J. S. Viluber)
- Je suis la Mort (1998)
- Les cendres de Ligna (2000)
- Sa majesté des clones (2002)
- Les sonneurs noirs (2004)
- Sur les pistes de Scar (2005)

Sammlungen
- Roulette mousse (1987)
- Dimension Jean-Pierre Hubert (2011)

Kurzgeschichten
- Cautérisation (1975)
- V.V. (1975)
- Fin de partie (1975)
- J’ai tout compris, j’ai tout compris… (1975)
- Maladie honteuse (1976)
- Secondes de vérité (1976) also appeared as:
  - Deutsch: Sekunden der Wahrheit. In: Jörg Weigand (Hrsg.): Sie sind Träume. Heyne Science Fiction & Fantasy #3690, 1980, ISBN 3-453-30610-4.
- Toucher vaginal (1976)
- Le destructeur regardait son maître avec des yeux humides (1977)
- Gueule d’atmosphère (1977)
- Un bon profil (1977)
- Retour au pays qui fut (1977)
- Loreley (1977)
- Les recrues (1977)
- Il suffit de sortir (1978)
- Il y a comme un os rouge (1978)
- Jusqu’à que mort s’ensuive (1978)
- Les messagers de la tribu (1980)
- Variation autour d’un soupir (1980)
- Où le voyageur imprudent tente d’effacer… (1980)
- Gélatine (1981) also appeared as:
  - Deutsch: Gelatine. In: Wolfgang Jeschke (Hrsg.): Lenins Zahn und Stalins Tränen. Heyne Science Fiction & Fantasy #5055, 1994, ISBN 3-453-06627-8.
- Navigation en tour close (1981)
- Tout saigne dans l’huile (1982)
- Tout au long de l’île au long de l’eau (1982)
- Fonds de tiroir (1983, mit Christian Vilà, als Jean-Christian Viluber)
- Mie de pain (1984)
- Pleine peau (1984)
- Disciple ? (1987)
- Ivresse choréique (1987)
- Les quais d’Orgame (1987)
- Roulette mousse (1987)
- Le suif et la corde (1991)
- Abus dangereux (1996)
- Passage du relais (1999)
- La ronde (2000)
- Le septième clone (2000)
- Forêts virtuelles (2001)
- Le petit réveil (2002)
- L’aube des autres (2002)
- Le temps d’aimer est bien court (2002)
- Proches du centre (2003)
- Stag 5 (2005)
- Nous avons tant rajeuni (2005, mit Serge Ramez)
- Substance 82 (2008)
- Connais-tu cette petite mort ? (2011)
- Décaleur de réalité (2011)
- Jip et Riluk (2011)
- Le trou de 8 (2011)
- Relais en forêt (2011)
- Retour au pays natal (2011)